# Nelly Sachsová

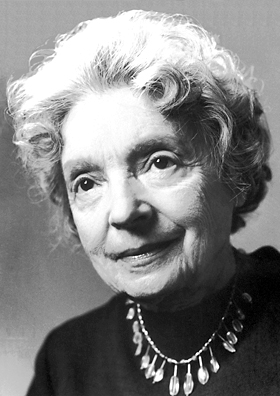
Nelly Sachsová (1966)

Nelly Sachsová, vlastním jménem Leonie Sachs (10. prosince 1891 v Berlíně-Schönebergu – 12. května 1970 ve Stockholmu) byla německá prozaička, poetka a překladatelka židovského původu, nositelka Nobelovy ceny za literaturu.

## Život
Pocházela ze zámožné rodiny vynálezce a továrníka Williama Sachse a vyrůstala v kultivované asimilované atmosféře vyšších tříd. Na nátlak otce musela ukončit svůj milostný vztah s rozvedeným mužem, ale jejich vzájemná korespondence trvala údajně ještě desetiletí. Nelly se nikdy nevdala, v několika pozdějších básních Sachsové je však zmínka o jakémsi „ženichovi“, který zahynul v koncentračním táboře.
Otec zemřel po delším rakovinovém onemocnění v Berlíně ještě před nástupem Hitlera k moci. Sachsové se podařilo spolu s matkou odejít z Německa v květnu 1940 do Švédska za pomoci prince Eugena, bratra švédského krále, doslova na poslední chvíli, když už byl na cestě příkaz k transportu. Dlouhá léta se pak do Německa odmítala vrátit.
Po válce, v padesátých letech, se Nelly Sachsová seznámila se základní knihou kabaly Zohar, zažila nové lyrické vzplanutí, svou tvorbu té doby srovnávala s chrlením krve, halucinacemi a se zemětřesením a v jejích básních přibývaly biblických motivy.
Její básně a texty vycházely zprvu jen v NDR. Žila s matkou na jihu Stockholmu ve velmi stísněných poměrech v jednopokojovém bytě a dál překládala moderní švédskou lyriku do němčiny. Začala si dopisovat s Paulem Celanem a po nějaké době vyšly konečně dva svazky jejích básní Nikdo neví, jak dál a Útěk a proměna i v západní části Německa. Sama se tam však vracet nechtěla, a když se k tomu po dvaceti letech přece jen u příležitosti převzetí Ceny Annette Drosteové odhodlala, psychicky se zhroutila a nakonec strávila tři roky na nervové klinice. O patnáct let později, v roce 1965, obdržela jako první žena Mírovou cenu německých knihkupců, což ji opět přimělo k cestě do Frankfurtu nad Mohanem.
Teprve v šedesátých, sedmdesátých letech svého života, po utrpení, jehož byla v Evropě svědkem, dospívá k velké lyrice. Její poezie je osobitá, vznikla jakoby mimo čas a prostor, je hluboce filozofická až mystická, metaforicky bohatá a výrazově úsporná.
V roce 1966 obdržela Sachsová spolu s Šmuelem J. Agnonem Nobelovu cenu za literaturu. Na její počest uděluje německé město Dortmund každé dva roky literární Cenu Nelly Sachsové (např. v roce 1987 se stal jejím nositelem Milan Kundera).
Návštěvu Izraele v roce 1967 musela ze zdravotních důvodů odříci, ale v telegramu se vyslovila pro přijetí Güntera Grasse Svazem spisovatelů v Jeruzalémě. K psychickým problémům a dalším pobytům v ústavech se přidružilo onemocnění rakovinou, kterému nakonec v den pohřbu Paula Celana 12. května 1970 podlehla. Pochována je na židovském hřbitově Norra begravningsplatsen ve Stockholmu, kde leží i Alfred Nobel.

## Ukázky z díla

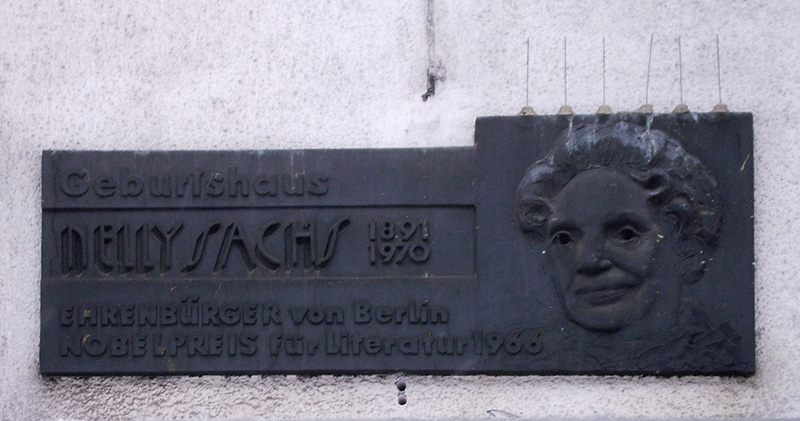
Pamětní deska na jejím rodném domě v Berlíně

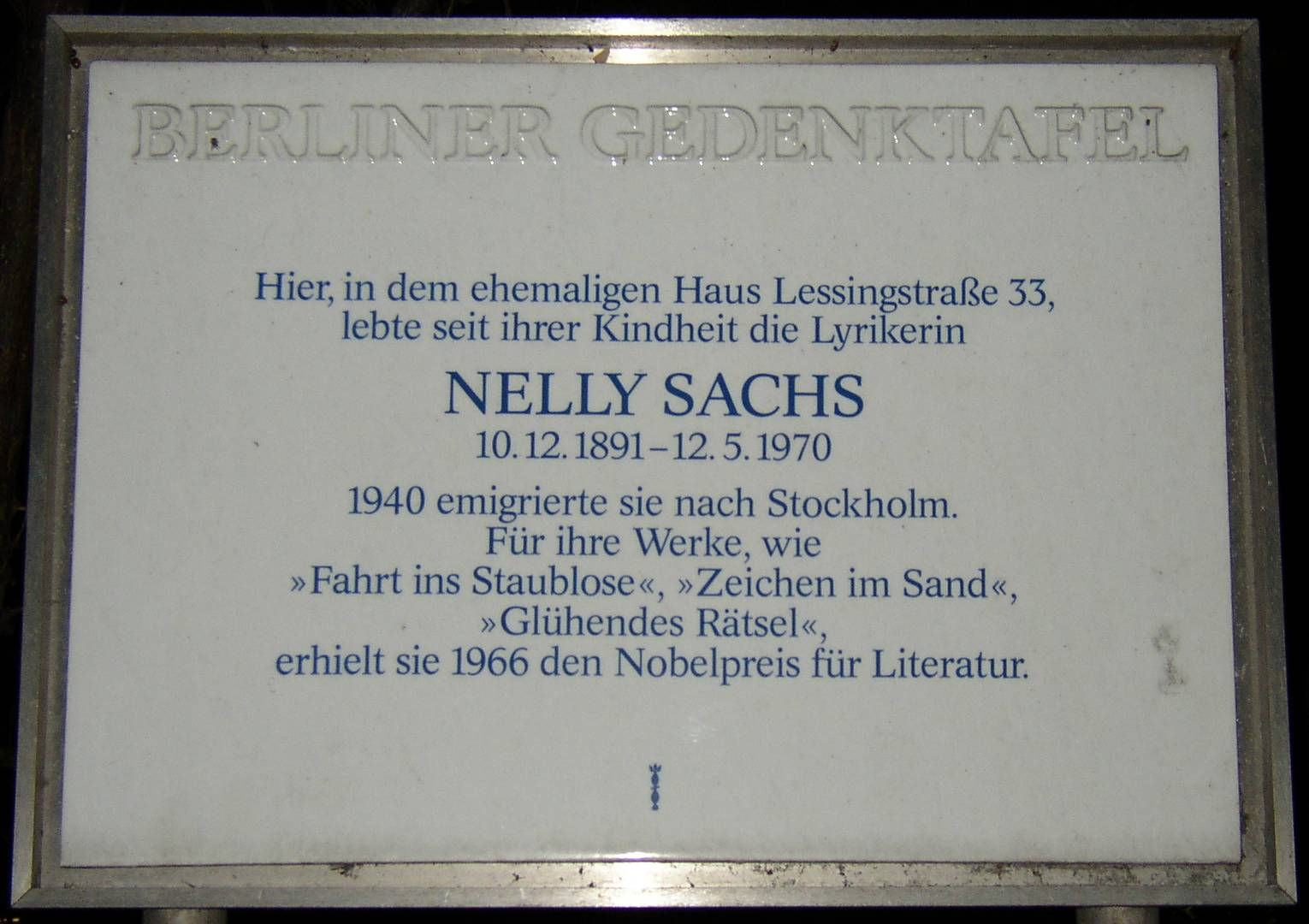
Pamětní deska v Berlin-Tiergarten, Německo

Svíce
Svíce, kterou jsem zažehla pro tebe,
se vzduchem hovoří, plamenem blikotá,
a voda kane z oka; z hrobu do nebe
tvůj prach se dovolává věčného života.
Jak vzácné setkání ta bídná jizba jímá.
Kéž věděla bych, co ty živly značí;
to tebe znamenají, vše tebe připomíná,
já nemohu nic dělat, je mi jen k pláči.
Sachsovou proslavila působivá báseň O die Schornsteine (Ó komíny) ze sbírky In den Wohnungen des Todes (V příbytcích smrti).
O die Schornsteine
Auf den sinnreich erdachten Wohnungen des Todes
Als Israels Leib zog aufgelöst in Rauch
Durch die Luft –
Als Essenkehrer ihn ein Stern empfing
Der schwarz wurde
Oder war es ein Sonnenstrahl?
Ó komíny
na důmyslně vystavěných příbytcích smrti
když tělo Izraele rozpuštěné v dýmu
putovalo povětřím
jako kominík přijala ho hvězda
která zčernala
nebo to byl jen sluneční paprsek?
Hiob
O du Windrose der Qualen!
Von Urzeitstürmen
in immer andere Richtungen der Unwetter gerissen;
noch dein Süden heißt Einsamkeit.
Wo du stehst, ist der Nabel der Schmerzen.
…
Job
Ty větrná růžice utrpení!
Pravěkou bouří
strháván co chvíli v jiný směr nepohody;
tvůj jih má dosud jméno samota.
Kde stojíš, bolest vrcholí.
Oči máš vpadlé hluboko v lebce,
jsou jako jeskynní holubi v noci,
jež honí poslepu lovci.
Hlas ti oněměl,
neboť se příliš často ptal Proč.
Tvůj hlas šel k červům a rybám.
Jobe, tys proplakal veškeré noční bdění,
souhvězdí tvojí krve však jednou zastíní
všechna vycházející slunce.
Ve své děkovné řeči při udělení Nobelovy ceny za literaturu, již pronesla v němčině, přečetla báseň napsanou pro tuto příležitost:
An Stelle von Heimat
halte ich die Verwandlungen der Welt
Místo domova mám proměny světa
Báseň Kdosi přijde je ze sbírky Útěk a proměna
Kommt einer
Kommt einer
von ferne
mit einer Sprache
die vielleicht die Laute
verschließt
mit dem Wiehern der Stute
oder
dem Piepen
junger Schwarzamseln
oder
auch wie eine knirschende Säge
die alle Nähe zerschneidet –
Kommt einer
von ferne
mit Bewegungen des Hundes
oder
vielleicht der Ratte
und es ist Winter
so kleide ihn warm
kann auch sein
er hat Feuer unter den Sohlen
(vielleicht ritt er
auf einem Meteor)
so schilt ihn nicht
falls dein Teppich durchlöchert schreit –
Ein Fremder hat immer
seine Heimat im Arm
wie eine Waise
für die er vielleicht nichts
als ein Grab sucht.
Přijde člověk
Přijde člověk
z dálky
a bude mluvit řečí
v níž možná hlásky
jsou zakončeny
řehtáním klisen
nebo
pípáním
mladých černých kosů
nebo
i zvukem skřípavé pily
jež rozřezává vše blízké –
Přijde člověk
z dálky
s pohyby psa
nebo
možná krysy
a je zima
tak ho teple ošať
může být
že má na podrážkách oheň
(jel možná
na meteoru jak na koni)
neplísni ho
bude-li tvůj koberec křičet děrami –
Cizinec vždycky
chová svůj domov
jak sirotka
pro něhož možná nehledá
nic nežli hrob.
Kdosi přichází
Kdosi přichází
zdaleka
s řečí
jež možná
uzavírá zvuky
řehtáním klisny
anebo
pípáním mladých kosů
anebo
také jako vrzající pila
jež rozřezává všechnu blízkost –
Kdosi přichází
zdaleka
s pohyby psa
nebo snad krysy
je zima
proto ho teple obleč
možná má také
oheň pod patami
(třeba jel
na meteoru)
proto ho nehubuj
když ti propálí koberec –
Cizinec ten má vždy
svůj domov v ruce
jako sirotka
pro něhož nehledá snad nic
než hrob.
Překlad básní Svíce, Job a Kdosi přichází Zlata Kufnerová, překlad básně Přijde člověk Ludvík Kundera.

## Dílo
- Seznam děl v Souborném katalogu ČR, jejichž autorem nebo tématem je Nelly Sachsová
- In den Wohnungen des Todes, 1947
- Die Leiden Israels, 1951
- Fahrt ins Staublose. Die Gedichte, Band 1, 1961
- Zeichen im Sand. Die szenischen Dichtungen, 1962
- Ausgewählte Gedichte, 1963
- Landschaft aus Schreien, 1966
- Teile dich Nacht, Gedichte, 1971
- Gedichte, 1977
- Suche nach Lebenden. Die Gedichte, Band 2, 1979
- Frühe Gedichte und Prosa, 1983